# José Coello de Portugal Maisonnave
José Luis Coello de Portugal Maisonnave (Madrid, 1896 o 1897-Montevideo, 1966) fue un militar español.

## Biografía
Hijo del Rafael Coello y Oliván — Conde de Coello de Portugal—, fue abogado y militar. Interventor del Estado en ferrocarriles, llegaría a ser secretario general del Consejo Superior de Ferrocarriles. Cursó estudios de Estado Mayor en la Escuela Superior de Guerra. Sin embargo, debido a su participación en el movimiento de las Juntas de Defensa, sería expulsado del Ejército en 1919. Se afilió a la Agrupación Socialista de Madrid en 1929.
Hombre de fuertes inquietudes intelectuales, publicó La gran picavea. Juguete cómico en tres actos, una obra de carácter dramatúrgico que en 1925 se estrenó en el Teatro Poliorama de Barcelona. Llegó a ser miembro de la masonería, adoptando el nombre masónico de «Pericles».
Tras el comienzo de la Guerra civil, en julio de 1936, se unió al Ejército Popular. A lo largo de la contienda ocupó diversos cargos de responsabilidad al frente de puestos de Estado Mayor. Fue jefe de la segunda sección del Estado Mayor Central, y posteriormente sería segundo jefe de Estado Mayor del Grupo de Ejércitos de la Región Oriental. Estuvo a cargo de operaciones de contraespionaje y actividades guerrilleras en la retaguardia enemiga. También fue docente en la Escuela Popular de Estado Mayor y jefe de la Sección de Ferrocarriles Militares. Hacia el final de la guerra fue ascendido al rango de coronel.
Con la victoria franquista se exilió en Francia, y poco después a México, a donde llegó a bordo del Nyassa en octubre de 1942. En ese país trabajó como topógrafo, profesor y abogado. Posteriormente se trasladó a Uruguay, en la ciudad de Montevideo, donde mantuvo el contacto con el PSOE en el exilio. Al morir su padre, reclamó y heredó el título de Conde de Coello de Portugal. Falleció en Uruguay en 1966.

## Obras
- —— (1922). Las Juntas de Defensa: Cómo perdí mi carrera militar, Madrid: Librería de Alejandro Pueyo.[9]